# Airapus granulator
Airapus granulator är en skalbaggsart som beskrevs av Edgar von Harold 1877. Airapus granulator ingår i släktet Airapus och familjen Aphodiidae. Inga underarter finns listade i Catalogue of Life.